# Rhodochlora brunneipalpis
Rhodochlora brunneipalpis là một loài bướm đêm trong họ Geometridae.